# مریدیت اوستروم
مریدیت اوستروم (انگلیسی: Meredith Ostrom؛ زادهٔ ۱۸ فوریهٔ ۱۹۷۷) هنرپیشه اهل ایالات متحده آمریکا است. از فیلم‌هایی که وی در آن نقش داشته‌است، می‌توان به در واقع عشق، عالی جدید و شگفت‌انگیز و بازی کرد اشاره کرد.